# Proteoglicano
Proteoglicanos são proteínas que são fortemente glicosiladas. A unidade básica de proteoglicanos consiste em uma "proteína nuclear" com uma ou mais cadeias de glicosaminoglicano (GAG) ligadas covalentemente.